# Silhouette (Mode)
Unter der Silhouette (französisch für „Umriss“) versteht man in der Mode die äußere Form eines Kleides.
Laut dem Wirtschafts-Journalisten Tillmann Prüfer hat Christian Dior, der Erfinder der A-Linie, allein 22 Mode-Linien ausgerufen.
Die beliebtesten Silhouetten in Deutschland sind A-Linie, Empire-Linie,  und Meerjungfrau-Linie.
- Die A-Linie ist die bekannteste äußere Form für ein Kleid. Das Oberteil des Kleides ist schmal und nah am Körper. Nach unten breitet sich das Kleid aus, wie der Buchstabe A. Der Rock ist weit von der Hüfte aufgestellt.

- Die H-Linie wurde erstmals 1954 in einer Show Christian Diors gezeigt. Im Gegensatz zur A-Linie haben die Kleider eine gerade, legere Silhouette. Das Oberteil liegt relativ eng am Körper an, die tiefer gesetzte lockere Taillenlinie wird oft durch breite Gürtel betont. Dazu kommt ein gerader, nicht zu enger Rock.[1]

- Bei der Empire-Linie wird die Taillenbetonung knapp unterhalb der Brust markiert; betont wird der Oberkörper durch ein Dekolleté, Taille und Hüftpartie bleiben unbetont, oder werden von Stoff umspielt.[2]

- Meerjungfrau-Linie oder auch Mermaid-Linie ist eine häufige Form des Abendkleides, bzw. von Hochzeitskleidern. Der Oberkörper ist stark betont, meistens durch ein großzügiges Dekolleté, oder das Kleid ist schulterfrei. Bis unter die Hüfte bzw. bis zum Knie bleibt das Kleid körpernah. Danach fächert es sich vom Körper ab, stößt oft auf dem Boden auf oder endet in einer Schleppe.

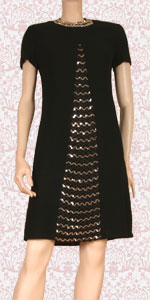
A-Linie
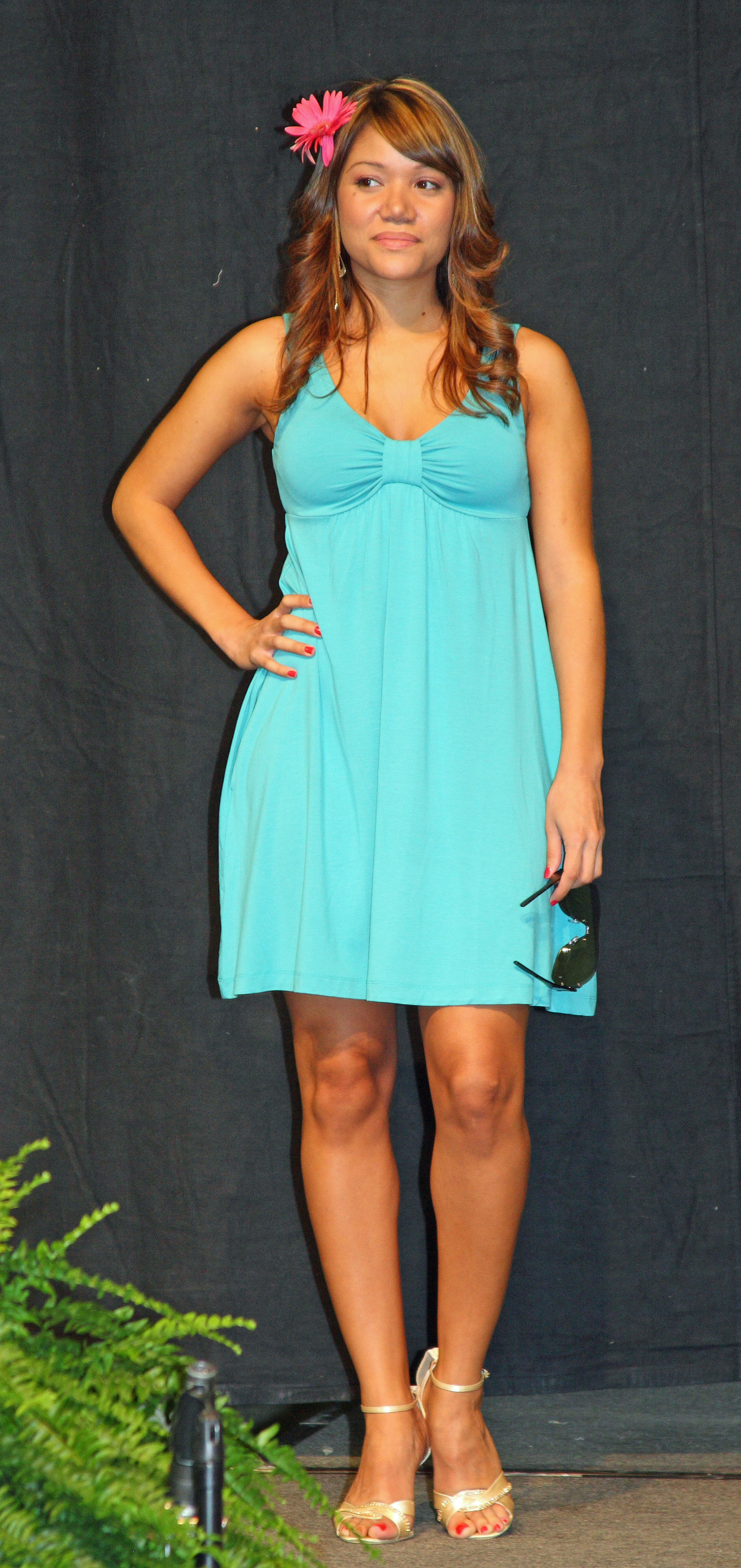
Empire-Linie
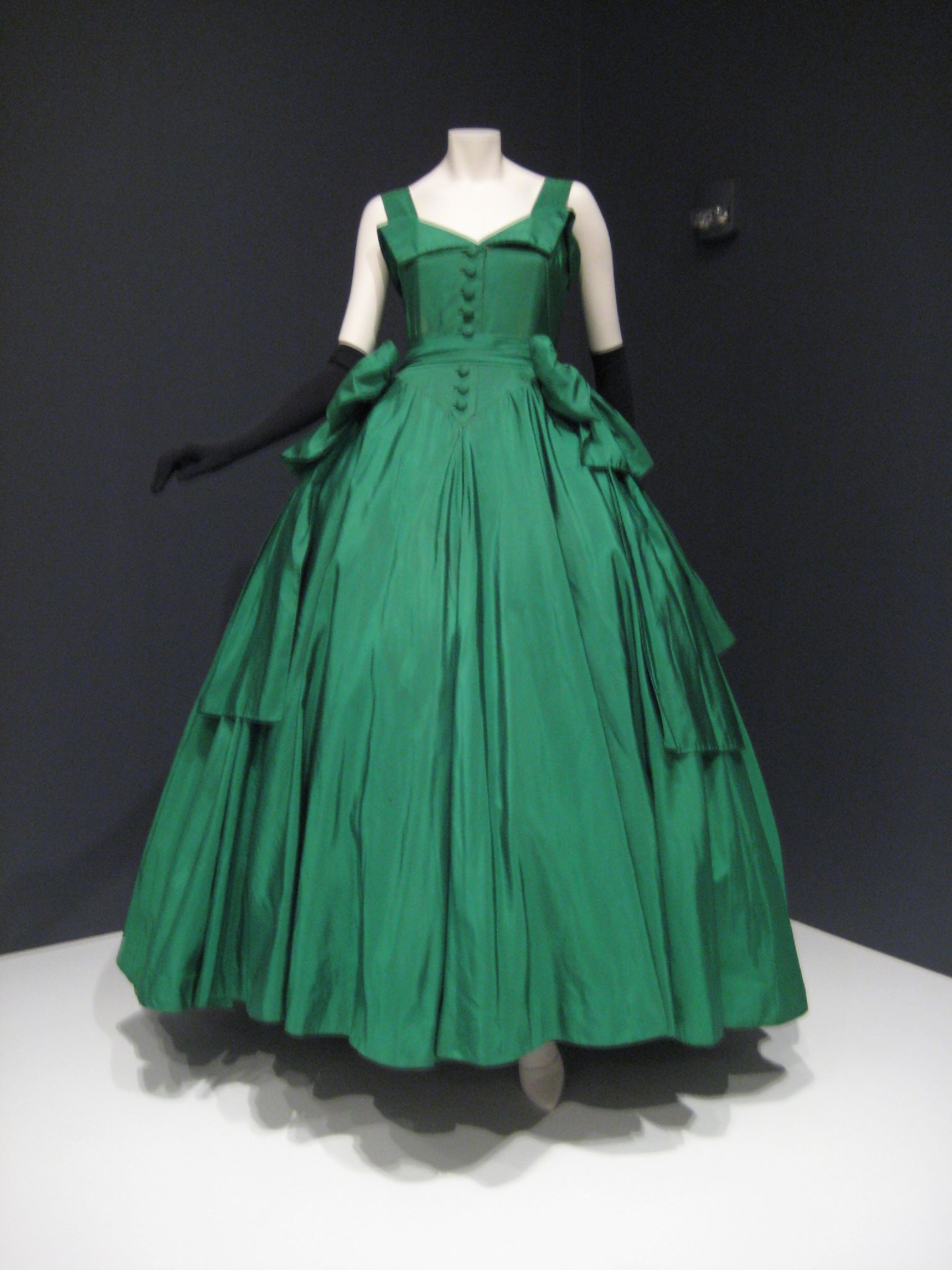
Ballkleid von Dior
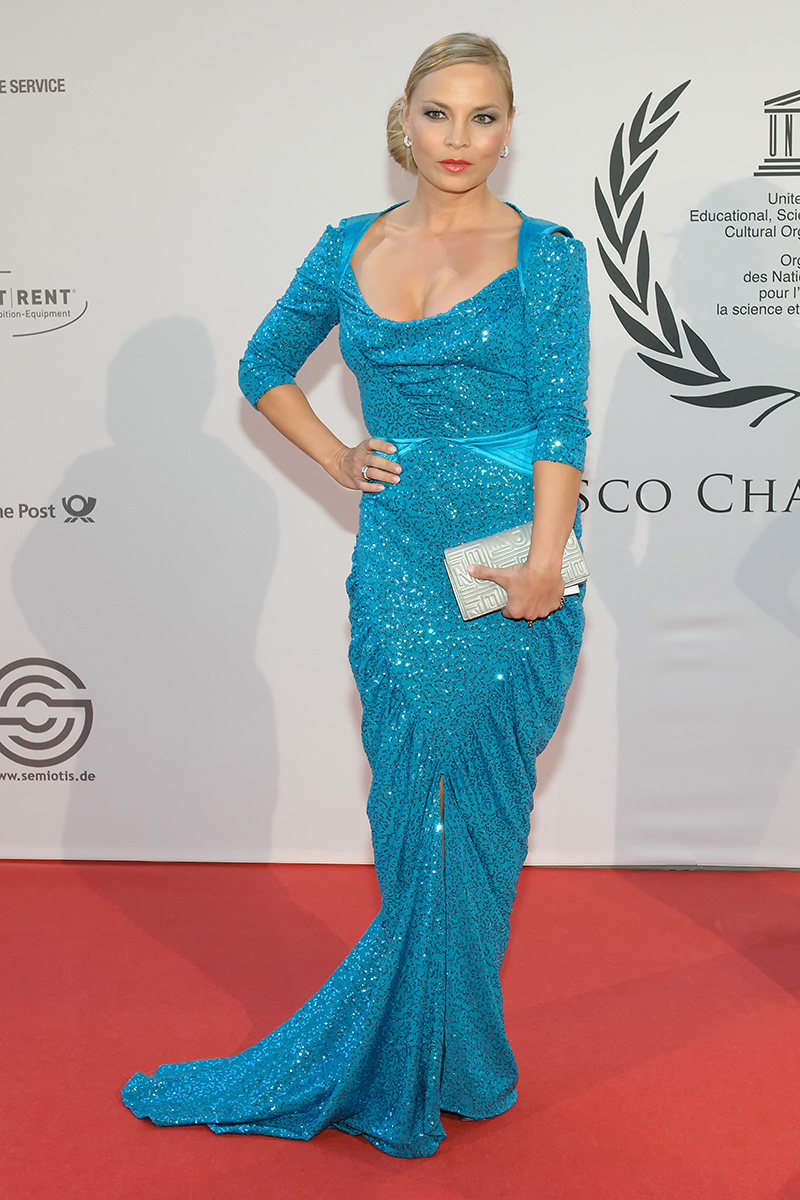
Mermaid-Linie